# Copa de la Liga de Segunda División B 1983
La Copa de la Liga de Segunda División "B" de 1983 fue la primera edición de este torneo celebrada en España. Al haber dos grupos en esta división se celebraron dos torneos, uno en el Grupo I y otro en el Grupo II, dándose en los dos, como premio a los vencedores, el derecho a participar al año siguiente en la categoría de Primera División.
Los dos primeros campeones fueron el Sporting Atlético en el Grupo I y el Albacete Balompié en el Grupo II, imponiéndose en la final al Nástic de Tarragona y al Alcalá respectivamente.

## Grupo I
En el torneo correspondiente al Grupo I solo participaron diecisiete equipos de los veinte que lo conformaban, por lo que debieron celebrarse dos rondas previas a los cuartos de final. El Bilbao Athletic, el Baracaldo y el San Sebastián, filial txuri urdin, renunciaron a participar en él. El Club Deportivo Tenerife, a pesar de estar encuadrado en el Grupo I, intercambió su plaza con el Hospitalet, que jugó el campeonato regular en el Grupo II.

### Primera Ronda
Cuatro equipos tomaron parte en esta primera ronda que se celebró entre los días 28 de mayo y 2 de junio de 1983.
| Equipo local        | Equipo visitante | Ida   | Vuelta |
| ------------------- | ---------------- | ----- | ------ |
| Nástic de Tarragona | Reus Deportivo   | 0 - 0 | 2 - 1  |
| UD Lérida           | CD Binéfar       | 0 - 0 | 1 - 2  |

### Segunda Ronda
Celebrada la primera ronda el resto de equipos entrarían en liza a excepción del Osasuna Promesas que quedaría exento y que se clasificó directamente para cuartos. La ida se celebró los días 4 y 5 de junio dejándose la vuelta para el día 8.
| Equipo local      | Equipo visitante    | Ida   | Vuelta      |
| ----------------- | ------------------- | ----- | ----------- |
| Club Erandio      | Sestao Sport Club   | 3 - 0 | 1 - 2       |
| Sporting Atlético | Cultural Leonesa    | 2 - 1 | 0 - 0       |
| Burgos CF         | CD Logroñés         | 2 - 0 | 2 - 8       |
| Racing de Ferrol  | SD Compostela       | 0 - 0 | 1 - 3 (pr.) |
| CD Hospitalet     | Nástic de Tarragona | 0 - 1 | 1 - 2       |
| Endesa Andorra    | SD Huesca           | 1 - 0 | 2 - 2       |
| FC Andorra        | CD Binéfar          | 2 - 2 | 3 - 2       |

### Fase Final
Los ocho equipos clasificados se enfrentaron en tres eliminatorias a ida y vuelta desde el 11 hasta el 29 de junio.
|  | Cuartos de final               | Cuartos de final               | Cuartos de final               |   |                | Semifinales               | Semifinales               | Semifinales               |  |  | Final                     | Final                     | Final                     |
|  | 11 y 12 de junio - 15 de junio | 11 y 12 de junio - 15 de junio | 11 y 12 de junio - 15 de junio |   |                | 19 de junio - 22 de junio | 19 de junio - 22 de junio | 19 de junio - 22 de junio |  |  | 26 de junio - 29 de junio | 26 de junio - 29 de junio | 26 de junio - 29 de junio |
|  |                                |                                |                                |   |                |                           |                           |                           |  |  |                           |                           |                           |
|  | Endesa Andorra                 | 3                              | 2                              |   |                |                           |                           |                           |  |  |                           |                           |                           |
|  | FC Andorra                     | 1                              | 2                              |   |                |                           |                           |                           |  |  |                           |                           |                           |
|  | FC Andorra                     | 1                              | 2                              |   | Endesa Andorra | 0                         | 1                         |                           |  |  |                           |                           |                           |
|  |                                |                                |                                |   | Endesa Andorra | 0                         | 1                         |                           |  |  |                           |                           |                           |
|  |                                | Nástic de Tarragona            | 2                              | 1 |                |                           |                           |                           |  |  |                           |                           |                           |
|  | Nástic de Tarragona            | Nástic de Tarragona            | 2                              | 1 | 2              | 0                         |                           |                           |  |  |                           |                           |                           |
|  | Nástic de Tarragona            |                                |                                |   | 2              | 0                         |                           |                           |  |  |                           |                           |                           |
|  | Osasuna Promesas               | 0                              | 0                              |   |                |                           |                           |                           |  |  |                           |                           |                           |
|  |                                |                                |                                |   |                |                           |                           |                           |  |  | Nástic de Tarragona       | 1                         | 1                         |
|  |                                |                                | Sporting Atlético              | 0 | 3              |                           |                           |                           |  |  |                           |                           |                           |
|  | CD Logroñés                    | 3                              | 1                              |   |                |                           |                           |                           |  |  |                           |                           |                           |
|  | Club Erandio                   | 0                              | 1                              |   |                |                           |                           |                           |  |  |                           |                           |                           |
|  | Club Erandio                   | 0                              | 1                              |   | CD Logroñés    | 2                         | 0                         |                           |  |  |                           |                           |                           |
|  |                                |                                |                                |   | CD Logroñés    | 2                         | 0                         |                           |  |  |                           |                           |                           |
|  |                                | Sporting Atlético              | 1                              | 2 |                |                           |                           |                           |  |  |                           |                           |                           |
|  | SD Compostela                  | Sporting Atlético              | 1                              | 2 | 0              | 1                         |                           |                           |  |  |                           |                           |                           |
|  | SD Compostela                  |                                |                                |   | 0              | 1                         |                           |                           |  |  |                           |                           |                           |
|  | Sporting Atlético              | 0                              | 2                              |   |                |                           |                           |                           |  |  |                           |                           |                           |

|                            |
| Campeón                    |
| Sporting de Gijón Atlético |
| 1.º título                 |

## Grupo II
En el Grupo II todos los equipos tomaron parte en la competición, mención aparte del ya citado intercambio de plazas entre el Tenerife y el Hospitalet, sin embargo dos equipos, el Lorca y el Poblense mallorquín, fueron excluidos a medida que fue avanzando la competición.

### Ronda Previa
Ocho equipos empezaron la competición en esta primera ronda. La ida se fijó para los días 28 y 29 de mayo, y la vuelta para el 1 y 2 de junio.
| Equipo local    | Equipo visitante | Ida   | Vuelta |
| --------------- | ---------------- | ----- | ------ |
| CD San Fernando | Racing Portuense | 0 - 2 | 3 - 4  |
| RSD Alcalá      | AD Torrejón      | 1 - 0 | 1 - 1  |
| Algeciras CF    | AD Ceuta         | 0 - 0 | 1 - 2  |
| CD Fuengirola   | CD Antequerano   | 2 - 1 | 1 - 7  |

### Fase Final
Con dieciséis equipos clasificados para los octavos de final los equipos se enfrentaron en tres eliminatorias durante el mes de junio de 1983.
|  | Octavos de final                   | Octavos de final                   | Octavos de final                   |              |    | Cuartos de final               | Cuartos de final               | Cuartos de final               |  |  | Semifinales               | Semifinales               | Semifinales               |  |  | Final                     | Final                     | Final                     |
|  | 1, 2 y 5 de junio - 5 y 8 de junio | 1, 2 y 5 de junio - 5 y 8 de junio | 1, 2 y 5 de junio - 5 y 8 de junio |              |    | 11 y 12 de junio - 15 de junio | 11 y 12 de junio - 15 de junio | 11 y 12 de junio - 15 de junio |  |  | 18 de junio - 22 de junio | 18 de junio - 22 de junio | 18 de junio - 22 de junio |  |  | 25 de junio - 29 de junio | 25 de junio - 29 de junio | 25 de junio - 29 de junio |
|  |                                    |                                    |                                    |              |    |                                |                                |                                |  |  |                           |                           |                           |  |  |                           |                           |                           |
|  |                                    |                                    |                                    |              |    |                                |                                |                                |  |  |                           |                           |                           |  |  |                           |                           |                           |
|  |                                    |                                    |                                    |              |    |                                |                                |                                |  |  |                           |                           |                           |  |  |                           |                           |                           |
|  | RSD Alcalá                         | 4                                  | 1                                  |              |    |                                |                                |                                |  |  |                           |                           |                           |  |  |                           |                           |                           |
|  | RSD Alcalá                         | 4                                  | 1                                  |              |    |                                |                                |                                |  |  |                           |                           |                           |  |  |                           |                           |                           |
|  | AD Parla                           | 1                                  | 1                                  |              |    |                                |                                |                                |  |  |                           |                           |                           |  |  |                           |                           |                           |
|  | AD Parla                           | 1                                  | 1                                  | RSD Alcalá   | 1  | 1                              |                                |                                |  |  |                           |                           |                           |  |  |                           |                           |                           |
|  |                                    |                                    |                                    |              | 1  | 1                              |                                |                                |  |  |                           |                           |                           |  |  |                           |                           |                           |
|  |                                    | CD Badajoz                         | 0                                  | 1            |    |                                |                                |                                |  |  |                           |                           |                           |  |  |                           |                           |                           |
|  | CD Badajoz                         | CD Badajoz                         | 0                                  | 1            | 1  | 1                              |                                |                                |  |  |                           |                           |                           |  |  |                           |                           |                           |
|  | CD Badajoz                         |                                    |                                    |              | 1  | 1                              |                                |                                |  |  |                           |                           |                           |  |  |                           |                           |                           |
|  | Talavera CF                        | 2                                  | 1                                  |              |    |                                |                                |                                |  |  |                           |                           |                           |  |  |                           |                           |                           |
|  | Talavera CF                        | 2                                  | 1                                  | RSD Alcalá   | 2  | 2                              |                                |                                |  |  |                           |                           |                           |  |  |                           |                           |                           |
|  |                                    |                                    |                                    |              | 2  | 2                              |                                |                                |  |  |                           |                           |                           |  |  |                           |                           |                           |
|  |                                    | AD Ceuta                           | 1                                  | 0            |    |                                |                                |                                |  |  |                           |                           |                           |  |  |                           |                           |                           |
|  | Racing Portuense                   | AD Ceuta                           | 1                                  | 0            | 1  | 0                              |                                |                                |  |  |                           |                           |                           |  |  |                           |                           |                           |
|  | Racing Portuense                   |                                    |                                    |              | 1  | 0                              |                                |                                |  |  |                           |                           |                           |  |  |                           |                           |                           |
|  | CD Tenerife                        | 2                                  | 2                                  |              |    |                                |                                |                                |  |  |                           |                           |                           |  |  |                           |                           |                           |
|  | CD Tenerife                        | 2                                  | 2                                  | CD Tenerife  | 1  | 0                              |                                |                                |  |  |                           |                           |                           |  |  |                           |                           |                           |
|  |                                    |                                    |                                    |              | 1  | 0                              |                                |                                |  |  |                           |                           |                           |  |  |                           |                           |                           |
|  |                                    | AD Ceuta                           | 0                                  | 4            |    |                                |                                |                                |  |  |                           |                           |                           |  |  |                           |                           |                           |
|  | AD Ceuta                           | AD Ceuta                           | 0                                  | 4            | 2  | 2                              |                                |                                |  |  |                           |                           |                           |  |  |                           |                           |                           |
|  | AD Ceuta                           |                                    |                                    |              | 2  | 2                              |                                |                                |  |  |                           |                           |                           |  |  |                           |                           |                           |
|  | CD Antequerano                     | 0                                  | 3                                  |              |    |                                |                                |                                |  |  |                           |                           |                           |  |  |                           |                           |                           |
|  | CD Antequerano                     | 0                                  | 3                                  | RSD Alcalá   | 1  | 0                              |                                |                                |  |  |                           |                           |                           |  |  |                           |                           |                           |
|  |                                    |                                    |                                    |              | 1  | 0                              |                                |                                |  |  |                           |                           |                           |  |  |                           |                           |                           |
|  |                                    | Albacete Balompié                  | 4                                  | 3            |    |                                |                                |                                |  |  |                           |                           |                           |  |  |                           |                           |                           |
|  | Real Jaén                          | Albacete Balompié                  | 4                                  | 3            | 0  | 1                              |                                |                                |  |  |                           |                           |                           |  |  |                           |                           |                           |
|  | Real Jaén                          |                                    |                                    |              | 0  | 1                              |                                |                                |  |  |                           |                           |                           |  |  |                           |                           |                           |
|  | Calvo Sotelo                       | 1                                  | 2                                  |              |    |                                |                                |                                |  |  |                           |                           |                           |  |  |                           |                           |                           |
|  | Calvo Sotelo                       | 1                                  | 2                                  | Calvo Sotelo | 2  | 3                              |                                |                                |  |  |                           |                           |                           |  |  |                           |                           |                           |
|  |                                    |                                    |                                    |              | 2  | 3                              |                                |                                |  |  |                           |                           |                           |  |  |                           |                           |                           |
|  |                                    | Granada CF (pr.+ pen.)             | 3                                  | 2            |    |                                |                                |                                |  |  |                           |                           |                           |  |  |                           |                           |                           |
|  | Granada CF                         | Granada CF (pr.+ pen.)             | 3                                  | 2            | NP | NP                             |                                |                                |  |  |                           |                           |                           |  |  |                           |                           |                           |
|  | Granada CF                         |                                    |                                    |              | NP | NP                             |                                |                                |  |  |                           |                           |                           |  |  |                           |                           |                           |
|  | Lorca Deportiva                    | NP                                 | NP                                 |              |    |                                |                                |                                |  |  |                           |                           |                           |  |  |                           |                           |                           |
|  | Lorca Deportiva                    | NP                                 | NP                                 | Granada CF   | 0  | 1                              |                                |                                |  |  |                           |                           |                           |  |  |                           |                           |                           |
|  |                                    |                                    |                                    |              | 0  | 1                              |                                |                                |  |  |                           |                           |                           |  |  |                           |                           |                           |
|  |                                    | Albacete Balompié                  | 1                                  | 2            |    |                                |                                |                                |  |  |                           |                           |                           |  |  |                           |                           |                           |
|  | SD Ibiza                           | Albacete Balompié                  | 1                                  | 2            | 0  | 0                              |                                |                                |  |  |                           |                           |                           |  |  |                           |                           |                           |
|  | SD Ibiza                           |                                    |                                    |              | 0  | 0                              |                                |                                |  |  |                           |                           |                           |  |  |                           |                           |                           |
|  | UD Poblense                        | 1                                  | 1                                  |              |    |                                |                                |                                |  |  |                           |                           |                           |  |  |                           |                           |                           |
|  | UD Poblense                        | 1                                  | 1                                  | UD Poblense  | NP | NP                             |                                |                                |  |  |                           |                           |                           |  |  |                           |                           |                           |
|  |                                    |                                    |                                    |              | NP | NP                             |                                |                                |  |  |                           |                           |                           |  |  |                           |                           |                           |
|  |                                    | Albacete Balompié                  | NP                                 | NP           |    |                                |                                |                                |  |  |                           |                           |                           |  |  |                           |                           |                           |
|  | CD Alcoyano                        | Albacete Balompié                  | NP                                 | NP           | 3  | 0                              |                                |                                |  |  |                           |                           |                           |  |  |                           |                           |                           |
|  | CD Alcoyano                        |                                    |                                    |              | 3  | 0                              |                                |                                |  |  |                           |                           |                           |  |  |                           |                           |                           |
|  | Albacete Balompié                  | 3                                  | 2                                  |              |    |                                |                                |                                |  |  |                           |                           |                           |  |  |                           |                           |                           |

|                   |
| Campeón           |
| Albacete Balompié |
| 1.º título        |

| Predecesor: No tiene | Copa de la Liga 1983 | Sucesor: 1984 |

- Datos: Q5649398